# Gonna Shine
"Gonna Shine" é o primeiro e único single da trilha sonora do filme Sharpay's Fabulous Adventure. A música é cantada pela atriz e cantora norte-americana Ashley Tisdale, que também interpreta Sharpay no filme. 

## Lançamento
O single foi lançado em 25 de março de 2011 nas plataformas digitais e também na Radio Disney.

## Versões
A música ganhou uma versão em espanhol na voz da cantora Ana Mena, vencedora do concurso "My Camp Rock" promovido pelo Disney Channel da Espanha em 2010, foi titulada de "Voy a Brillar", e entrou para a versão em espanhol do álbum.
A edição lançada em Portugal também ganhou uma versão de "Gonna Shine" na voz de Maria Bradshaw, intitulada "Vou Brilhar".